# Republic F-105 Thunderchief
Republic F-105 Thunderchief var en amerikansk supersonisk et-motoret jagerbomber, der blev anvendt af United States Air Force. Flyet blev produeret fra 1955 til 1964 og kunne flyve med to gange lydens hastighed.
Flyet varetog hovedparten af bombemissionerne under de tidlige amerikanske faser af Vietnamkrigen, hvor flyet fløj mere end 20.000 flyvninger. Flyet led imidlertid uforholdsmæssigt store tab mod bl.a. de langt mere simple sovjetiske første generationsjagere MiG-15 og MiG-17, og flyet blev derfor som det eneste amerekanske kampfly nogensinde taget ud af frontlinjetjeneste grundet for høje tabstal.

## Tilsvarende fly
- Blackburn Buccaneer
- Nanchang Q-5
- Sukhoj Su-7
- Sukhoj Su-17